# Phalaena

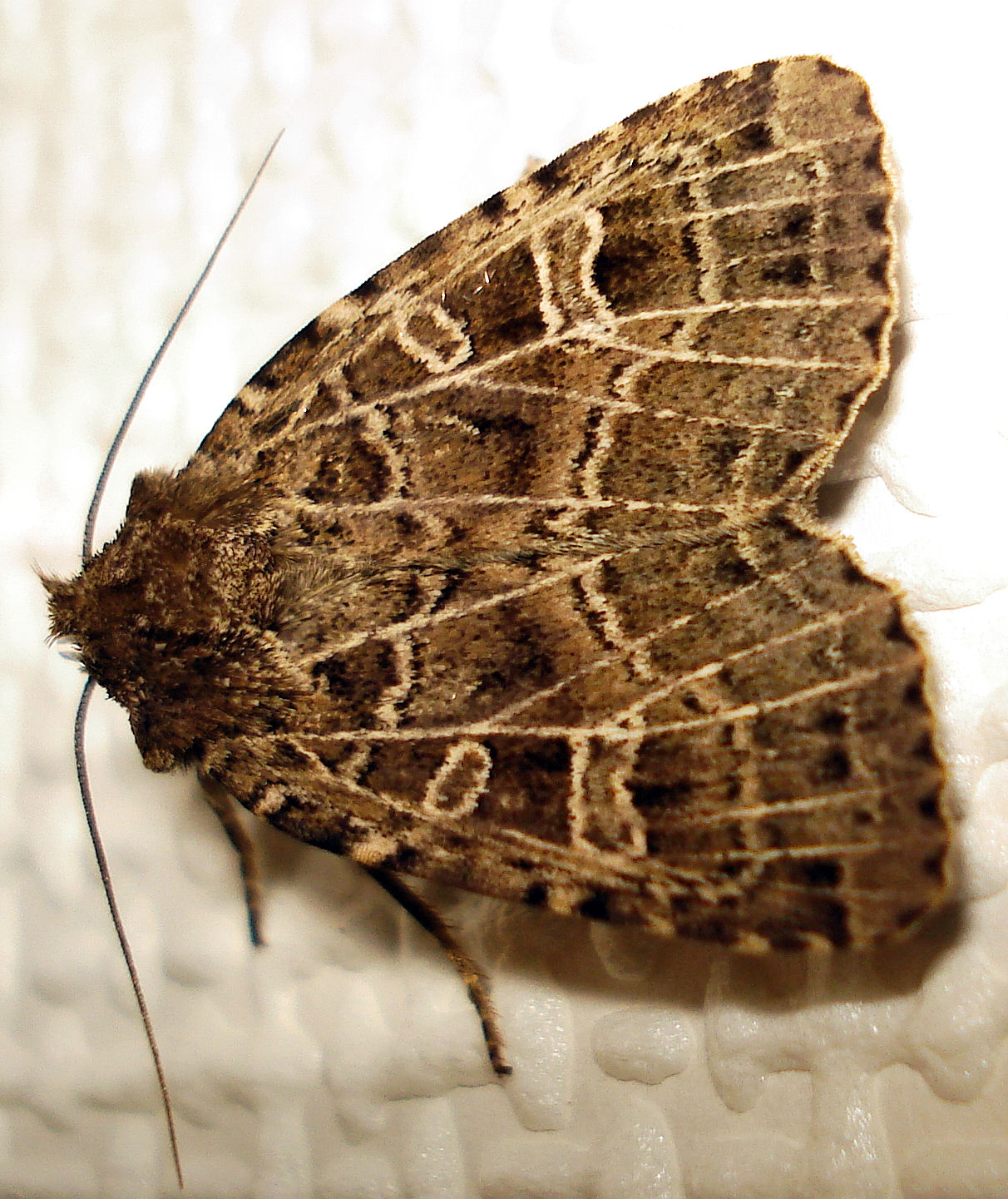
Naenia typica (anteriorment Phalaena typica) era l'espècie tipus del gènere que Linnaeus anomenava Phalaena.

Phalaena és un gènere obsolet de lepidòpters que va utilitzar Carl Linnaeus per encabir la majoria de les arnes. Phalaena va ser un dels tres gèneres usat per Linnaeus per cobrir la totalitat dels Lepidoptera. Papilio incloïa totes les papallones en aquella època, Sphinx incloïa totes les arnes esfíngids, i Phalaena incloïa les altres arnes. L'espècie tipus era Phalaena typica (actualment Naenia typica dins la família Noctuidae).
Phalaena ha estat declarada un nomen rejiciendum per la International Commission on Zoological Nomenclature, en el cas de la Llei de prioritat, però no en la Llei d'homonímia. Set subgèneres han arribat al rang de família com segueix:
- Alucita Linnaeus, 1767 – Alucitidae
- Attacus Linnaeus, 1767 – Saturniidae
- Bombyx Linnaeus, 1758 – Bombycidae
- Geometra Linnaeus, 1758 – Geometridae
- Noctua Linnaeus, 1758 – Noctuidae
- Pyralis Linnaeus, 1758 – Pyralidae
- Tinea Linnaeus, 1758 – Tineidae
- Tortrix Linnaeus, 1758 – Tortricidae